# Municipio de Ohio (condado de Warrick)
El municipio de Ohio (en inglés: Ohio Township) es un municipio ubicado en el condado de Warrick en el estado estadounidense de Indiana. En el año 2010 tenía una población de 37749 habitantes y una densidad poblacional de 328,51 personas por km².

## Geografía
El municipio de Ohio se encuentra ubicado en las coordenadas 37°59′50″N 87°23′50″O / 37.99722, -87.39722. Según la Oficina del Censo de los Estados Unidos, el municipio tiene una superficie total de 114.91 km², de la cual 114.31 km² corresponden a tierra firme y (0.52%) 0.6 km² es agua.

## Demografía
Según el censo de 2010, había 37749 personas residiendo en el municipio de Ohio. La densidad de población era de 328,51 hab./km². De los 37749 habitantes, el municipio de Ohio estaba compuesto por el 93.31% blancos, el 1.91% eran afroamericanos, el 0.21% eran amerindios, el 2.37% eran asiáticos, el 0.03% eran isleños del Pacífico, el 0.59% eran de otras razas y el 1.58% pertenecían a dos o más razas. Del total de la población el 1.99% eran hispanos o latinos de cualquier raza.